# Goethehof

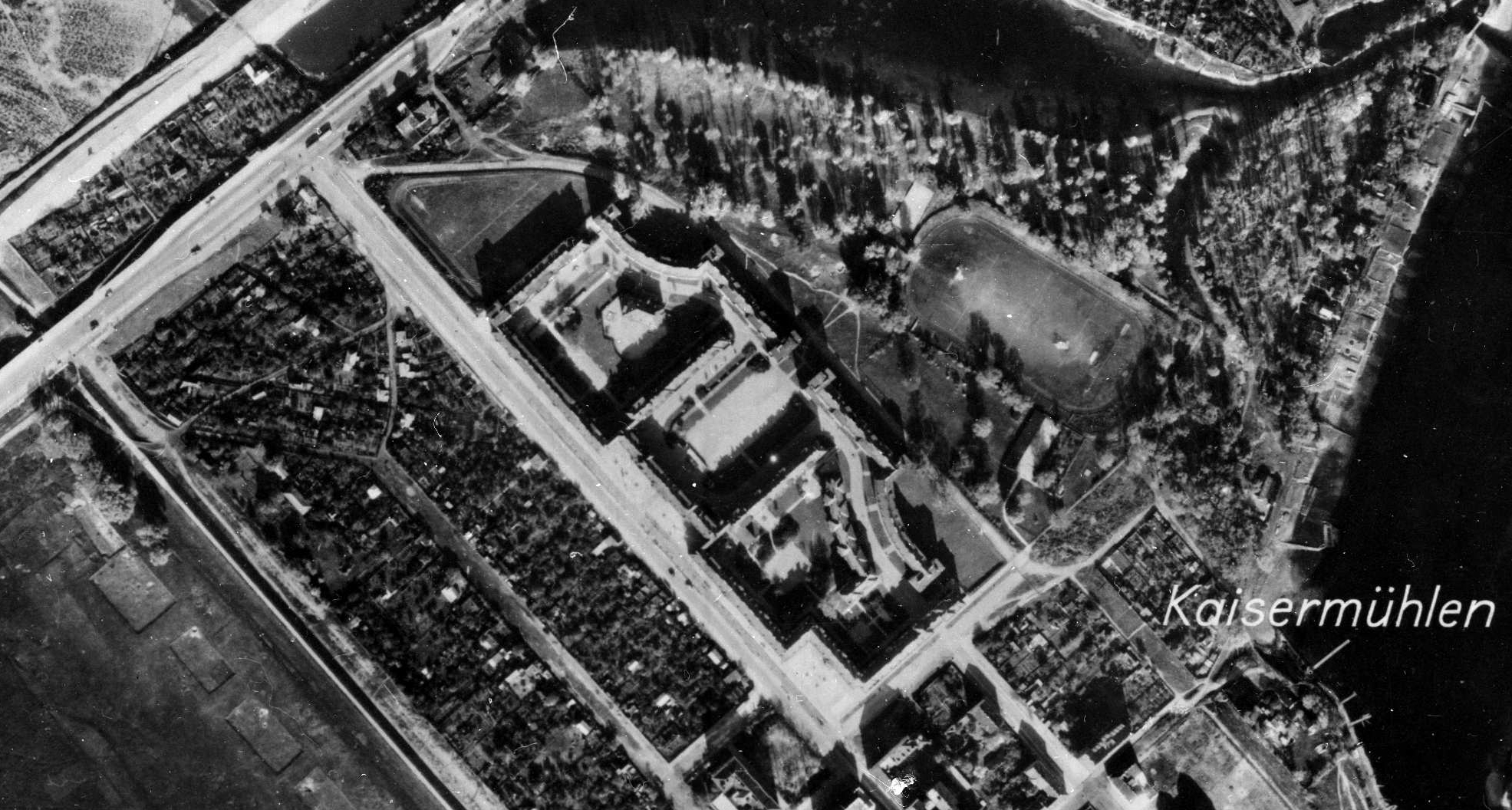
Goethehof und Umgebung, Luftaufnahme von 1938

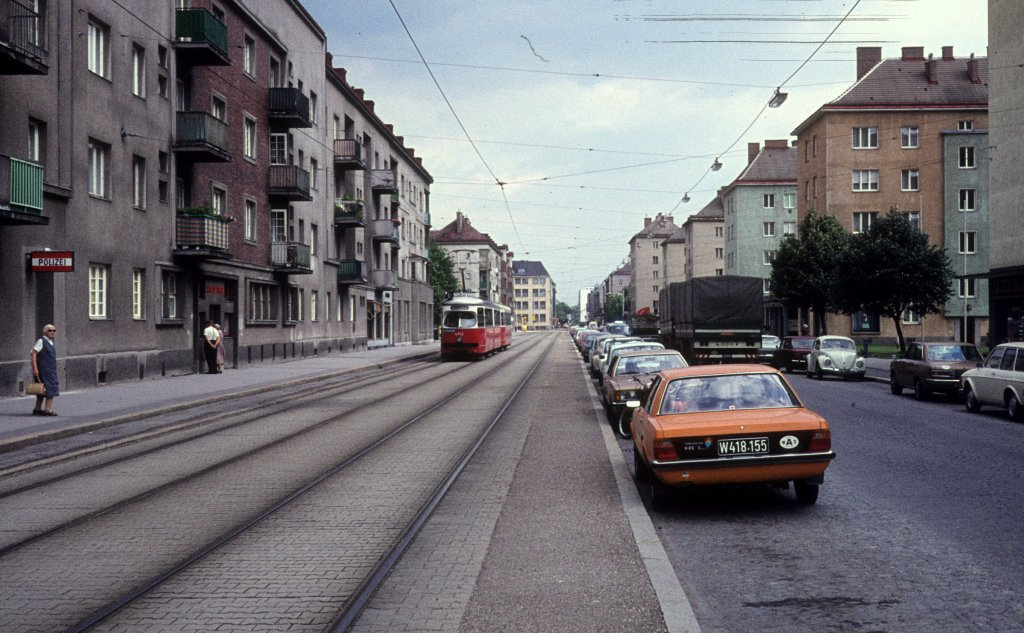
Goethehof (links im Bild) im Juli 1977 mit damals noch auf der Schüttaustraße verkehrender Straßenbahn

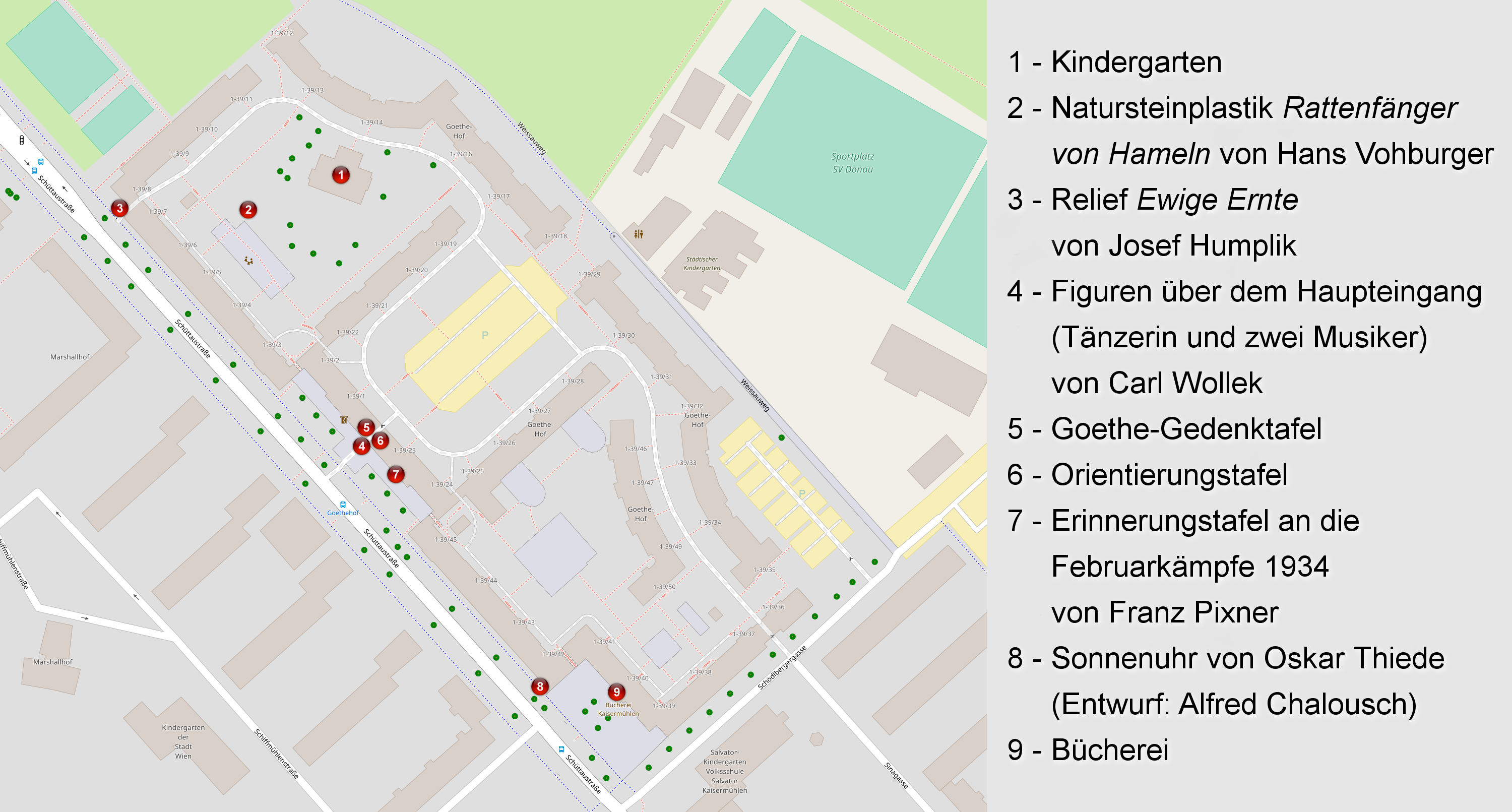
Übersichtsplan

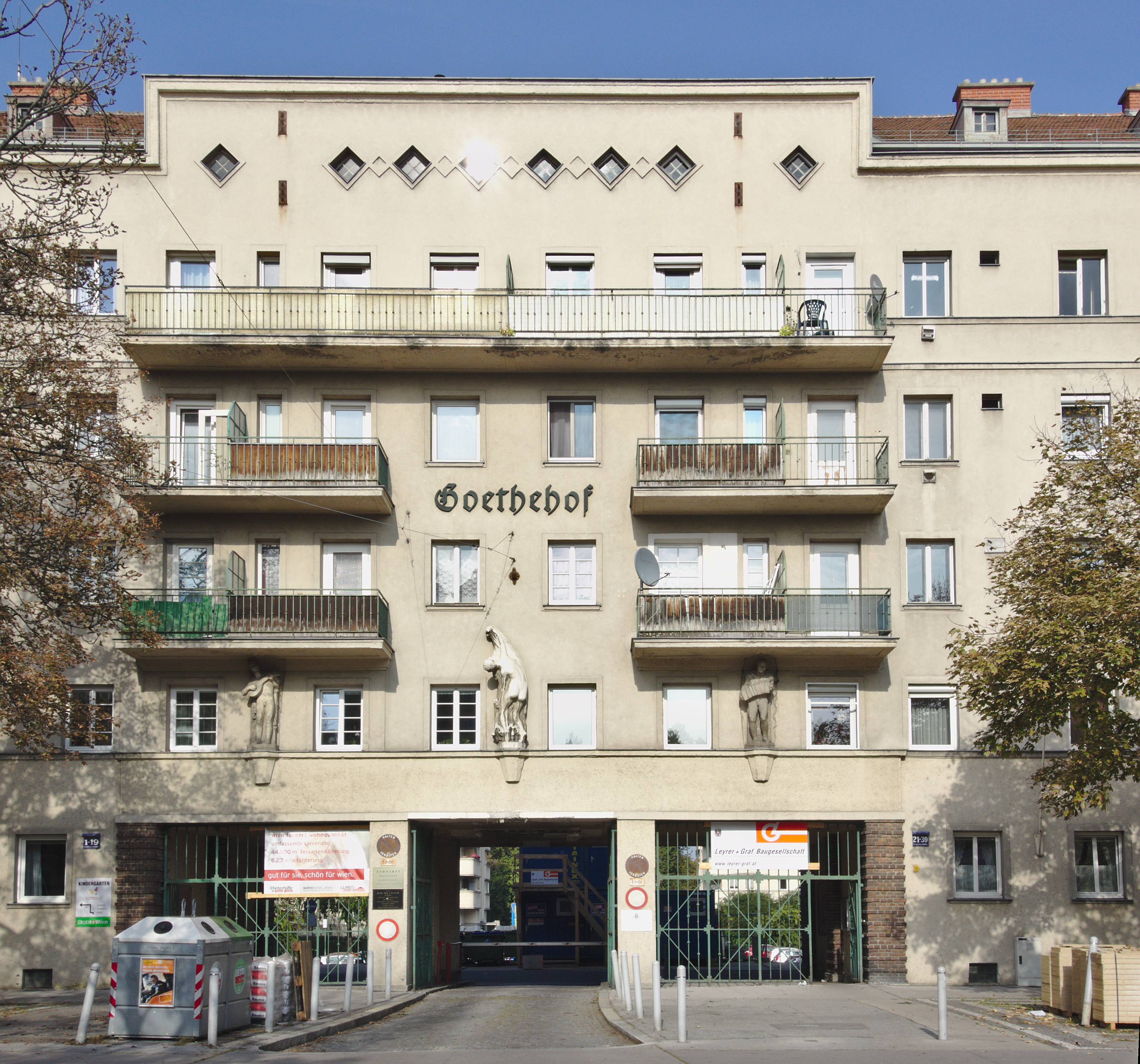
Haupteingang an der Schüttaustraße

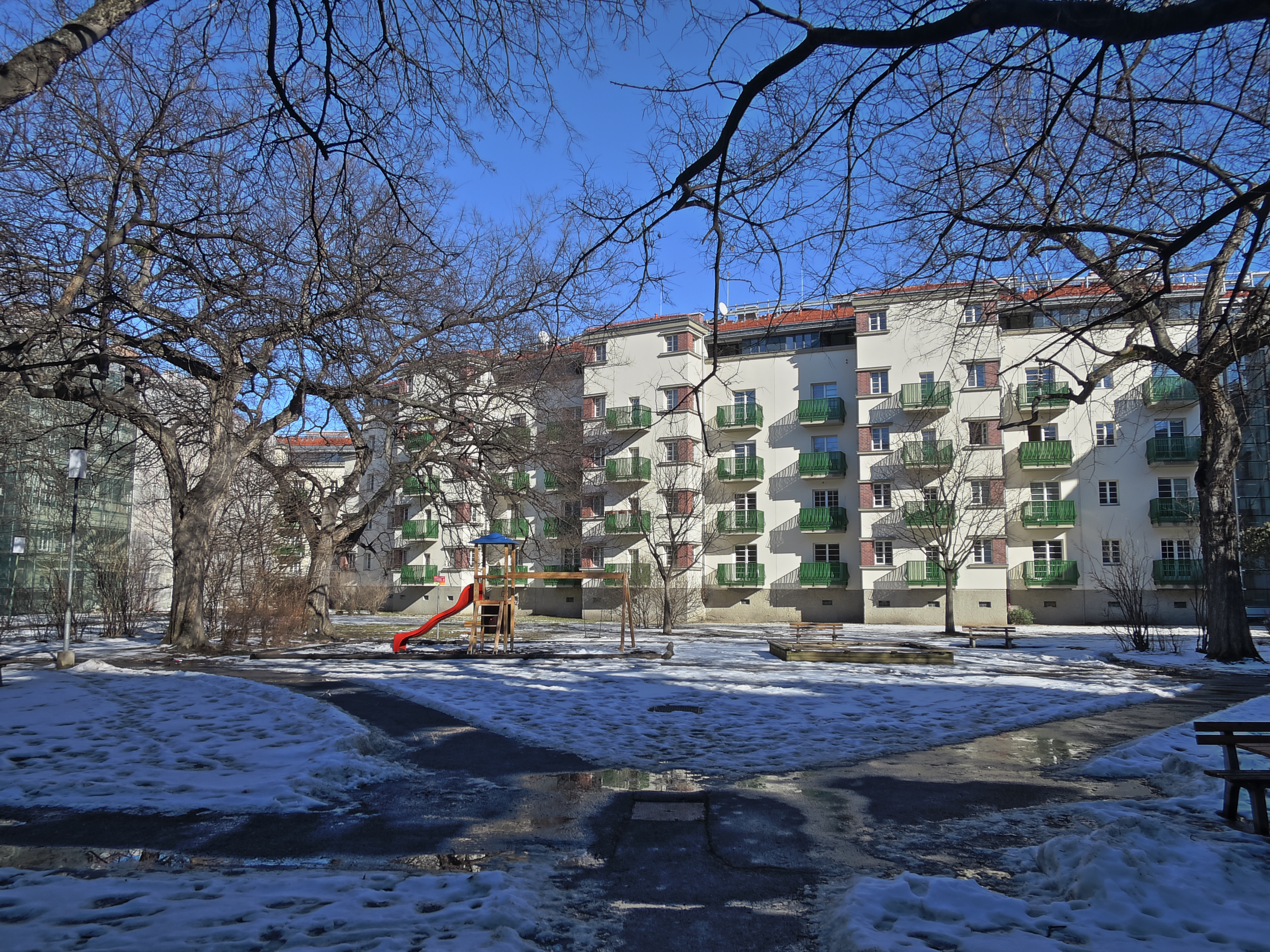
Seitlicher Innenhof

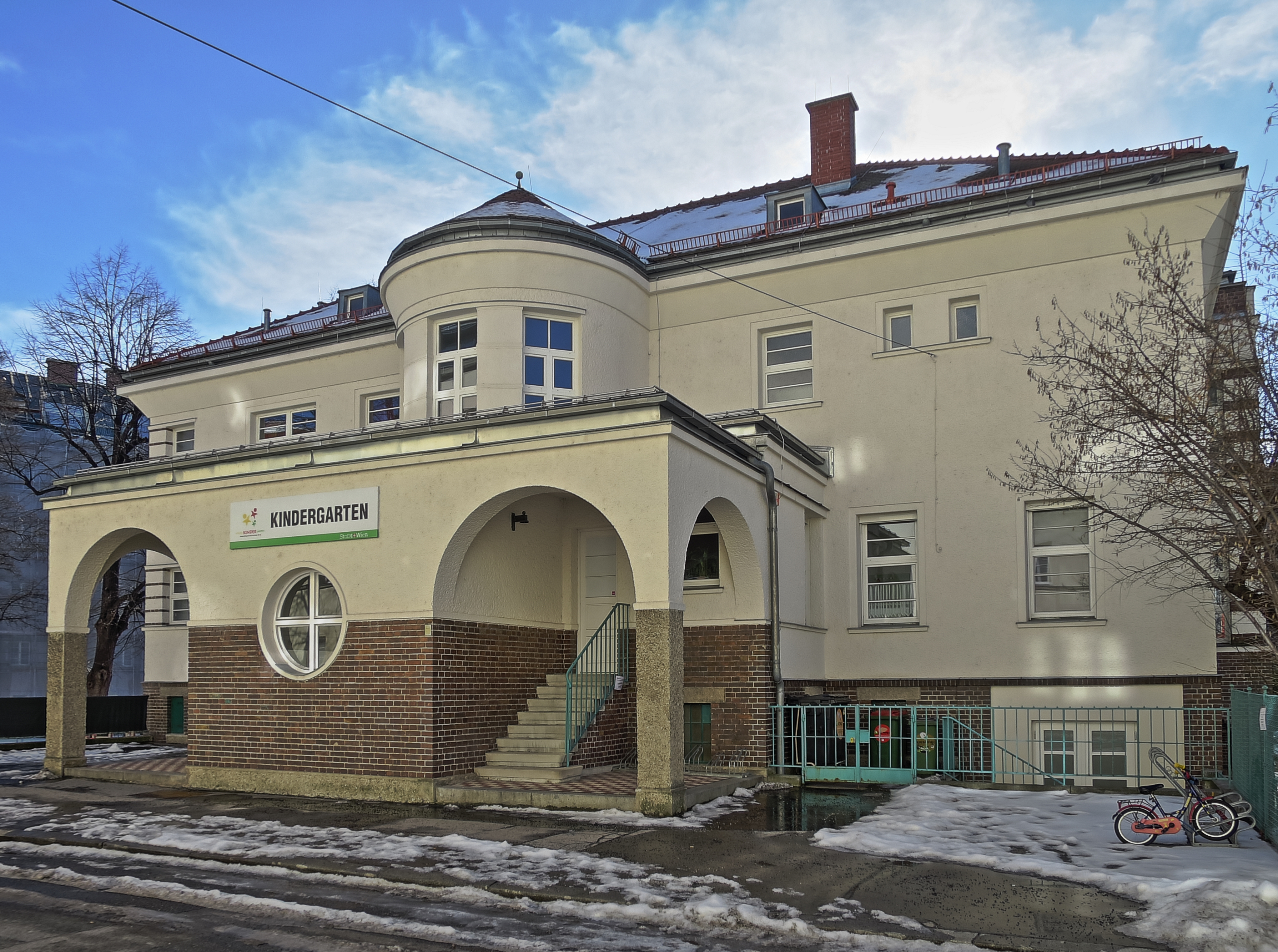
Kindergarten

Der Goethehof ist ein Gemeindebau im Bezirksteil Kaisermühlen im 22. Wiener Gemeindebezirk Donaustadt. Zum Zeitpunkt seiner Eröffnung im Jahr 1932 war er eine der größten kommunalen Wohnhausanlagen Wiens. Während der Februarkämpfe 1934 war er eines der Zentren des sozialdemokratischen Aufstandes und wurde vom Militär in Brand geschossen. Heute ist der denkmalgeschützte Goethehof mit 785 Wohnungen der größte Gemeindebau in Kaisermühlen.

## Geschichte

### Bau und Eröffnung
Im Roten Wien der Zwischenkriegszeit entstanden zahlreiche kommunale Wohnbauten, 32 davon jenseits der Donau. Das Gebiet des heutigen Kaisermühlen war ursprünglich eine Aulandschaft am Ufer der damals unregulierten Donau. Nach der von 1870 bis 1875 durchgeführten Donauregulierung war diese Gegend für Bauvorhaben geeignet. 1927 erwarb die Gemeinde Wien von der Familie Weiss ein Areal im Bereich des ehemaligen Spitalhäufels, das wie der Rest von Kaisermühlen damals noch zum 2. Bezirk Leopoldstadt gehörte. 1929 wurde hier, in der sogenannten Weissau, mit dem Bau des Goethehofs begonnen. Die Benennung nach Johann Wolfgang von Goethe zum Andenken an seinen 1932 bevorstehenden 100. Todestag wurde bereits im September 1931 vom Wiener Gemeinderat beschlossen. Am 10. April 1932 fand die feierliche Eröffnung des bereits besiedelten Goethehofs durch den Wiener Bürgermeister Karl Seitz statt. Mit 727 Wohnungen war er das größte „Volkswohnhaus“ auf dem Gebiet der heutigen Donaustadt, diesen Rang verlor er erst 1963 an einen Gemeindebau in der Hartlebengasse. Im Goethehof wohnten zum Zeitpunkt seiner Eröffnung 1681 Erwachsene und 1512 Kinder. Er verfügte unter anderem über ein Jugendheim, eine Bibliothek und einen freistehenden Kindergarten im Bauhausstil, der nach dem Tod von Hugo Mayer im Jahr 1930 vom Architektenbüro Singer & Dicker fertiggestellt wurde und der erste von der Gemeinde Wien geschaffene Montessori-Kindergarten war. Als im Schuljahr 1933/34 die Volks- und Hauptschule am Schüttauplatz nicht genügend räumliche Kapazitäten für notwendig gewordene zusätzliche Klassen hatte, wurden zwei Klassen im Goethehof untergebracht.

### Zeit des Austrofaschismus und Nationalsozialismus
Im April 1932 kam es bereits kurz nach der Eröffnung des Goethehofs zu – teilweise gewaltsamen – Auseinandersetzungen zwischen Nationalsozialisten und den mehrheitlich sozialdemokratisch gesinnten Hausbewohnern. Anlässlich des Wahlerfolgs der NSDAP bei der Landtags- und Gemeinderatswahl in Wien am 24. April 1932 hissten Nationalsozialisten eine Hakenkreuzfahne am Goethehof und verteidigten sie einen ganzen Tag lang mit Hilfe von rund 200 Gesinnungsgenossen, Ähnliches geschah rund ein Jahr später, wobei etliche SA-Leute die Fahnen bewachten. Während der Februarkämpfe 1934 war der Goethehof eines der Zentren des Aufstandes gegen die von Engelbert Dollfuß angeordnete Entwaffnung der sozialdemokratischen Schutzbündler. Nachdem auch flüchtende Schutzbündler aus Kagran und der Umgebung hier Aufnahme gefunden hatten, wurde das Gebäude am 14. Februar vom Militär mit Maschinengewehren beschossen. Der einzige Luftangriff während dieses Bürgerkriegs wurde von Godwin Brumowski gegen den Goethehof geflogen. Auch vom jenseits der Donau gelegenen Volkswehrplatz (heute: Mexikoplatz) aus wurde mit Haubitzen und Kanonen auf den Bau gefeuert. Große Teile des Gebäudes gerieten in Brand, das Café Goethehof, die Bibliothek und einige Wohnungen wurden völlig zerstört. Die Kämpfe dauerten die ganze Nacht an, worauf am Vormittag des 15. Februar die Schutzbündler weiße Fahnen hissten und sich ergaben.
Auch die Zeit des Nationalsozialismus ist nicht spurlos am Goethehof vorbeigegangen. Nach dem „Anschluss Österreichs“ wurden zahlreiche jüdische Mieter, wie auch in vielen anderen Gemeindebauten, zwangsdelogiert. Im Kindergarten wurde bereits 1934 ein Teil der Montessori-Ausstattung von Vandalen zerstört, die noch heil gebliebenen Reste wurden 1938 per „gesetzlicher Verordnung“ vernichtet. Das seit 1934 als Kapelle genützte Jugendheim wurde in einen Scharraum der Hitlerjugend umgewandelt und an der Fassade an der Schüttaustraße wurde auf Anordnung des nationalsozialistischen Kulturamtes eine Bronzetafel mit einem Relief und einem Ausspruch Walthers von der Vogelweide angebracht, die auch heute noch existiert.

### Jüngere Vergangenheit und Gegenwart
In den 1970er Jahren wurde die Grünfläche im zentralen Innenhof in einen Parkplatz umgebaut. Bis 1982 verkehrten Straßenbahnlinien auf der Schüttaustraße vor dem Goethehof, diese wurden anlässlich der Eröffnung der U-Bahn-Station Kaisermühlen von Autobussen abgelöst. In den Jahren 1987 und 1988 wurden einzelne Sanierungsmaßnahmen am Goethehof vorgenommen, 2010 wurde der Kindergarten renoviert. Ab 2014 wurde eine Generalsanierung durchgeführt, wobei unter anderem das Dach neu gedeckt wurde und Türen und Fenster erneuert wurden. Weiters wurden Aufzüge und Gegensprechanlagen eingebaut, die Balkone saniert, ein neuer Spielplatz errichtet und die Fassade mit einem Wärmedämmverbundsystem ausgestattet. Durch den Dachgeschoßausbau entstanden 119 neue Wohnungen, außerdem zwei Senioren-WGs. Ein ornithologisch interessanter Aspekt der Sanierungsarbeiten war die Rücksichtnahme auf die unter Artenschutz stehenden Mehlschwalben, die im Goethehof an mehreren Stellen Nester haben. Der Parkplatz im zentralen Innenhof wurde aufgelassen, und stattdessen eine Tiefgarage gebaut. Das Projekt wurde nach fünf Jahren Bauzeit 2019 fertiggestellt. Durch die Sanierung gewann der Goethehof den ETHOUSE Award und ihm wurde der Wiener Stadterneuerungspreis verliehen.

## Allgemeines
Die denkmalgeschützte Wohnhausanlage wird durch die Schüttaustraße, Schödlbergergasse und den Weissauweg begrenzt sowie an der nordwestlichen Seite durch eine Grünfläche und einen Ballspielplatz. Nördlich vom Goethehof befindet sich eine Lagerwiese am Ufer des Kaiserwassers. Der Bau umfasst 50 Stiegen, die um drei Innenhöfe gruppiert sind, von denen die beiden seitlichen begrünt sind.
Der ehemalige Montessori-Kindergarten im nordwestlichen Innenhof wird heute von der Stadt Wien als Kindergarten für 0- bis 6-Jährige geführt. Das einzige erhalten gebliebene Stück Innenarchitektur, das nicht den Zerstörungen von 1934 und 1938 zum Opfer fiel, ist eine grün geflieste Waschbecken-Nische im Stiegenhaus des Kindergartens. Bei der Stiege 9 befand sich einst ein Jugendhort, hier sind heute ein Sektionslokal der SPÖ sowie ein Pensionistenklub. Das ursprüngliche SPÖ-Lokal bei der Stiege 43 wurde während des Zweiten Weltkriegs als Hospiz bzw. Notspital genutzt, aktuell befindet sich hier eine Waschküche. In den Räumlichkeiten des ehemaligen Tröpferlbades ist heute ein Gemeindezentrum der Evangelischen Kirche A.B. untergebracht. Auch die einzelnen Geschäftslokale und anderen Einrichtungen entlang der Schüttaustraße haben sich im Lauf der Zeit geändert. In der ehemaligen Milchgreißlerei am nordwestlichen Ende befindet sich heute ein Nagelstudio. Die Räumlichkeiten der ehemaligen Tuberkulose-Fürsorgestelle wurden nach dem Zweiten Weltkrieg als KPÖ-Parteilokal genutzt, später bis 2012 von der Kleinkunstbühne Kaisermühlner Werkl. Aktuell beherbergen sie erneut KPÖ-nahe Vereine sowie die Kulturinitiative Werkl im Goethehof. Ein Lokal der Wiener Kinderfreunde wurde zwischenzeitlich vom Café Goethehof genutzt, das bei den Februarkämpfen 1934 ausbrannte. Danach befand sich hier das Café Winter, heute nutzen wieder die Kinderfreunde die Räumlichkeiten. Ein ehemaliges Geschäft der Konsumgenossenschaft, das in der zweiten Hälfte des 20. Jahrhunderts in eine Konsum-Filiale überging, beherbergt aktuell den Verein Pflegehospiz Kaisermühlen. Die Räumlichkeiten eines ehemaligen Fleischhauers, eines Friseurs und einer Trafik werden derzeit von den Wiener Wohnpartnern als Grätzlzentrum Kaisermühlen genutzt. Die ursprüngliche Bibliothek am südöstlichen Ende dient auch heute noch diesem Zweck, hier ist eine Zweigstelle der Büchereien Wien untergebracht.
Beim Goethehof, wie bei vielen anderen Wiener Gemeindebauten, waren ursprünglich seitlich der Fenster kleine Metallhalterungen für Fähnchen angebracht. Die roten Fähnchen mit den drei Pfeilen der Sozialdemokraten waren beim Hausbesorger oder im SPÖ-Parteilokal gegen eine Spende erhältlich und wurden am 1. Mai an den Fenstern angebracht. Im Zuge von Renovierungsarbeiten in den 1970er oder 1980er Jahren wurden die Halterungen entfernt. Als Relikt aus vergangenen Tagen existiert noch heute am Seiteneingang in der Schödlbergergasse ein Klingelknopf für „zu spät Kommende“. Einst besaß nur der Hausbesorger Schlüssel für die Hofeingänge, die zwischen 22 und 6 Uhr versperrt waren. Wollte ein Mieter in diesem Zeitraum in den Goethehof, musste er nach dem Hausbesorger läuten und diesem eine „Sperrgebühr“ entrichten.

## Architektur und Kunst am Bau

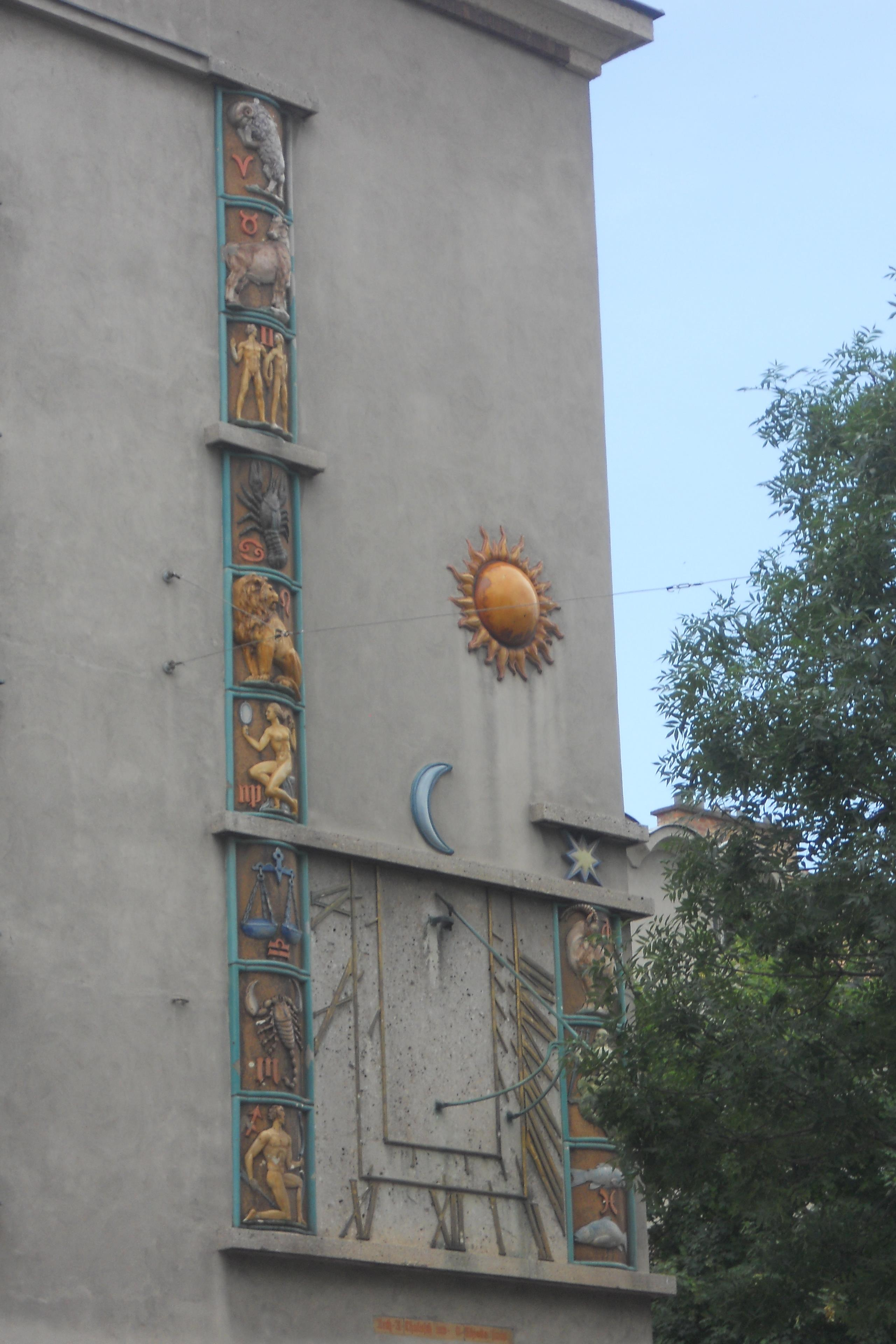
Die Sonnenuhr

Der an der Schüttaustraße gelegene Mittelteil des Goethehofs ist weit zurückversetzt, hier befinden sich über dem Eingang drei Figuren von Carl Wollek, eine Tänzerin und zwei Musiker. Der an der gegenüberliegenden Seite des Haupthofs gelegene, offene Eingang (bzw. Ausgang zum Kaiserwasser) wird von zwei pylonartigen Wohntürmen flankiert. An einer südöstlichen Ecke der Fassade zur Schüttaustraße befindet sich eine Sonnenuhr mit keramischen Tierkreiszeichen-Reliefs, die vom Architekten Alfred Chalousch entworfen und vom Bildhauer Oskar Thiede umgesetzt wurde. Das Bronzerelief Ewige Ernte an einer nordwestlichen Ecke der Fassade stammt von Josef Humplik und wurde während der Zeit des Nationalsozialismus angebracht. Am Rand des zum Kindergarten gehörenden Grünbereichs steht eine 1930 von Hans Vohburger geschaffene Natursteinplastik, die den Rattenfänger von Hameln darstellt. Eine 1984 im Bereich des Haupteingangs angebrachte, künstlerisch gestaltete Erinnerungstafel an die Februarkämpfe 1934 stammt von Franz Pixner. Im Durchgang des Haupteingangs ist auch eine Goethe-Gedenktafel angebracht.

## Kulturelles und Mediales
Der Goethehof ist einer der Schauplätze der von Ernst Hinterberger entwickelten Fernsehserie Kaisermühlen Blues, die von 1992 bis 1999 in sieben Staffeln ausgestrahlt wurde. Die Hauptfiguren der Serie wohnen allerdings in dem an der Schiffmühlenstraße gelegenen Schüttauhof. Der Schüttauhof verdankt dem Umstand, dass der Goethehof einige Jahre nach ihm errichtet wurde, seinen umgangssprachlichen Namen „Alter Neubau“.